# Tűbefűző

Egy tűbefűző használata

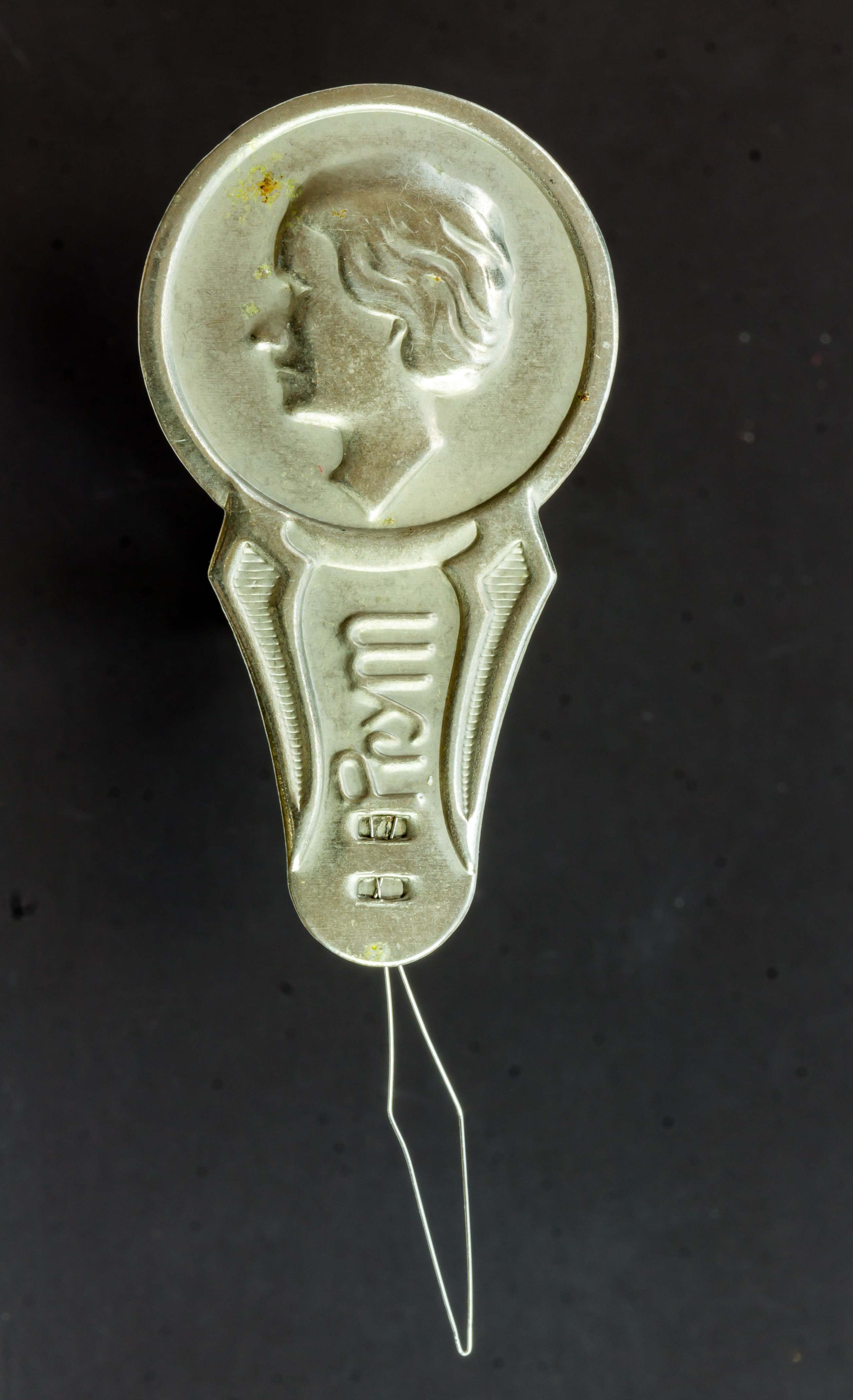

A tűbefűző egy kis segédeszköz, amely elősegíti a cérna befűzését a tű fejébe. Manapság a tűbefűzők között a legnépszerűbb dizájn a viktoriánus megjelenésmód, ami egy királynőt ábrázoló bádoglapocskát tartalmaz, és egy gyémántformájú acél drótot foglal magába, amibe a cérnát kell helyezni.

## Lásd még
- Varrótű
- Cérna
- Gyűszű
- Stoppolófa

## Fordítás
Ez a szócikk részben vagy egészben  a   Needle threader című angol Wikipédia-szócikk fordításán alapul.  Az eredeti cikk szerkesztőit annak laptörténete sorolja fel. Ez a jelzés csupán a megfogalmazás eredetét és a szerzői jogokat jelzi, nem szolgál a cikkben szereplő információk forrásmegjelöléseként.